# Theodore Caspar von Furstenberg
Pour les articles homonymes, voir Furstenberg.
Theodore Caspar von Furstenberg, également connu comme Caspar Dietrich von Furstenberg (Königstein im Taunus, 1615 - Mayence, 1675) est un peintre et graveur allemand, pionnier de la technique de la manière noire. Il a également été colonel d'un régiment de cavalerie espagnole aux Pays-Bas, candidat pour devenir électeur de Mayence, alchimiste, puis chanoine à Mayence.

## Biographie

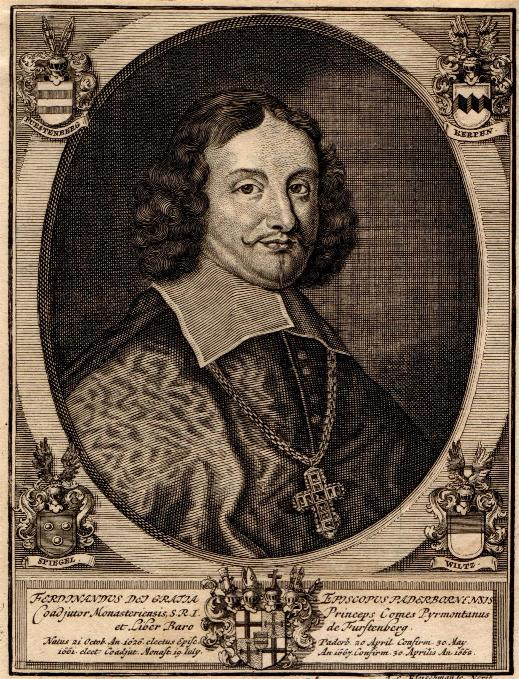
Portrait de son frère Ferdinand.

Theodore Caspar von Furstenberg est né le 6 mars 1615 à Königstein im Taunus dans le Saint-Empire romain germanique. Il a pour frère Ferdinand de Fürstenberg, qui deviendra prélat et évêque.
Il est l'élève de Ludwig von Siegen.
Il fait le portrait de son frère Ferdinand en manière noire à l'occasion de la sortie de l'ouvrage de ce dernier, Monumenta Paderbornensia (Ed. Elsevir., 1672).
Il meurt le 21 mars 1675 à Mayence,.